# 200 West Street
200 West Street je mrakodrap ve městě New York stojící na manhattanské ulici West Street. Má 43 pater a výšku 228,3 metrů. Výstavba budovy podle návrhu architekta Pei Cobb Freeda probíhala v letech 2005 - 2010. V budově má své nové sídlo firma Goldman Sachs.